# Román népi táncok (Bartók)
Bartók Béla Román népi táncok című alkotása 1915-ben készült zongorára (Sz. 56, BB 68). Létezik még egy 1917-es zenekari átirat (Sz. 68, BB 76). A talán leghíresebb variáns a Székely Zoltán által készített 1925-ös hegedű-zongora átirat.

## A táncok
A mű hat táncból épül fel (így a mű hattételes), de mivel az utolsó kettőt Bartók szerkezetileg teljesen egybekomponálta, sokszor Öt román tánc néven szerepel. Elvileg a második és harmadik között is attacca (tételek közötti szünet eltörlését indukáló felirat) van, de a szerkezeti egybeforrottság itt nem valósul meg annyira.

### Jocul cu bâtă (Bottánc)
Eredetileg bottánc. Bartók lejegyzése szerint „általában egy fiatal legény járja, aki állítólag akkorákat ugrik hogy belerúg a mennyezetbe.” Ezt a dallamot két mezőszabadi cigánytól gyűjtötte; az egyik hegedűn játszott, a másik „egy háromhúros hangszeren, amelynek alacsony lába lehetővé teszi a háromhangú akkordokkal való kíséretet” (Bartók talán a fidulára, vagy a háromhúros brácsára gondol).

### Brâul
Eredetileg körtánc (a szó jelentése 'öves'), Bartók egy harmincéves egresi férfi furulyajátéka nyomán jegyezte le. Ezt a dallamot a nagyzenekari átiratban a klarinét játssza, Grazioso megjelölés mellett.

### Pe loc (Topogó)
Valószínűleg ez is ugyanattól a furulyástól származik, a tánc elnevezése szintén beszédes. Ketten táncolják, a legény saját csípőjére, a leány a férfi vállára helyezett kézzel, egy helyben. Székely Zoltán az átiratában nagyon szellemesen üveghangokra írta át ezt a részt, ami igen jól visszaadja a miniatűr furulya hangját.

### Buciumeana (Bucsumi tánc)
A cím szintén elég beszédes, mivel ez egy Bucsumból származó tánc. Ezt a 3/4-es ütemmutatóval rendelkező témát Bartók egy cigány hegedűstől hallotta. A harmadik és negyedik tételt egy keleties dallamfordulat külön össze is kapcsolja.

### Poarga românească (Román polka)
A páros és páratlan ütemek váltásával ritmikailag a sorozat legérdekesebb darabja. Eredetileg egy falusi legény hegedűjén hallotta először Bartók Belényesen, ahol Ioan Bușița (Busitia János), Bartók legjobb román barátja, gyűjtéseinek legfőbb segítője élt. Neki szól a mű ajánlása is.

### Mărunțelul (Aprózó)
A ciklust két gyors tánc, ún. mărunțel zárja. A zongoraváltozatban (ill. hegedű–zongora változatban) csak az elsőnek adott nevet a zeneszerző („Aprózó”), a zenekari változatban kétfelé bontotta a tételt (Più allegro és Allegro vivace). A mărunțel eredetileg szöveges táncdallam, és előadását a nézők is énekelve, táncszavakat kiabálva, ütemesen kísérték. A páros táncot csoportosan járták a szintén Belényesről származó melódiákra. Ám, mint Bartók emlékezik: „csak a férfiak mozognak, szólóznak, mindig egyforma lépésrenddel, a nők feladata, hogy rájuk sem hederítve, mozdulatlanul álljanak, tettessék, mintha észre sem vették volna a párjuk »mutatványát«”.

## Érdekességek
- Egy idevágó idézet: „Csak akinek módja volt az erdélyi falvak román népi táncait a helyszínen élvezni, az tudja igazán, mennyire a népi élet teljességét, gazdagságát idézi fel Bartók feldolgozása a hangversenyteremben.” (Kroó György: Bartók-kalauz)
- A mű eredeti címe Magyarországi román népi táncok; a köztudatban elterjedt címváltozat először az 1926-os kiadásban szerepelt.

## Autográf anyagok
- Fogalmazvány, egy kézirategyüttes (Bartók Péter gyűjteménye: 36–37–38PS1) 5–9. oldalán. (Az Universal Edition 5802 első kiadás, 1918, metszőpéldánya lappang.)
- Az UE első kiadás javított példánya, 1934. novemberéből az UE javított kiadás támpéldánya (ifj. Bartók Béla gyűjteménye).
- Egy UE/Boosey & Hawkes utánnyomás amerikai revíziója (Bartók Péter gyűjteménye 37PFC1)
- Nem maradt fenn az alábbi autorizált átiratok metszőpéldánya:

1. Wilke, szalonzenekarra (1922, új változat 1928)
2. Székely Zoltán, hegedűre és zongorára (1925)
3. Willner, vonószenekarra (1928)

- Székely-átirat hegedűre és zongorára, az UE 8474 első kiadás (1926) Bartók revideálta példánya (ifj. Bartók Béla gyűjteménye).
- Román népi táncok kiszenekarra (1917) (BB 68 átdolgozása): Autográf partitúra (Bartók Péter gyűjteménye: 37TFSFC1), az UE 6545 első kiadás (1922) metszőpéldánya.